# U-1230
 U-1230  — немецкая подводная лодка типа IXC/40, времён Второй мировой войны.
Заказ на постройку субмарины был отдан 14 октября 1941 года. Лодка была заложена 15 марта 1943 года на верфи судостроительной компании Дойче Верфт АГ, Гамбург, под строительным номером 393, спущена на воду 8 ноября 1943 года, 26 января 1944 года под командованием капитан-лейтенанта Ганса Хильбига вошла в состав учебной 31-й флотилии. 1 августа 1944 года вошла в состав 10-й флотилии. 1 октября 1944 года вошла в состав 33-й флотилии. Лодка совершила один боевой поход, потопила одно судно водоизмещением 5 458 брт. 24 июня 1945 года переведена из Вильгельмхафена в Лох-Риэн, Шотландия. Потоплена 17 декабря 1945 года в районе с координатами 55°50′ с. ш. 10°05′ з. д. артиллерийским огнём британского фрегата HMS Cubitt в рамках операции «Дэдлайт».
Была использована в разведывательной операции Эльстер — 29 ноября 1944 года двое немецких разведчиков Эрих Гимпель и Уильям Колпаг были тайно высажены на побережье США, в заливе Мэн, близ города Хэнкок